# أغبالو أقرار
أغبالو أقورار  (بخط التيفيناغ: ⴰⵖⴱⴰⵍⵓ ⴰⵇⵓⵕⴰⵕ) هي جماعة قروية تابعة لإقليم صفرو ضمن جهة فاس مكناس بالمغرب. بلغ مجموع عدد سكان  أغبالو أقورار حسب إحصاءات 2004 حوالي 15835 نسمة من بينهم 1 أجنبي يعيشون في 3044 أسرة.

## إحصاء عام
| السنة | عدد السكان | عدد الأسر | عدد الأجانب |
| ----- | ---------- | --------- | ----------- |
| 1994  | 15146      | 2494      | °°°°        |
| 2004  | 15835      | 3044      | 1           |